# Cofradía de San Pedro Regalado y Nuestra Señora del Refugio (Valladolid)

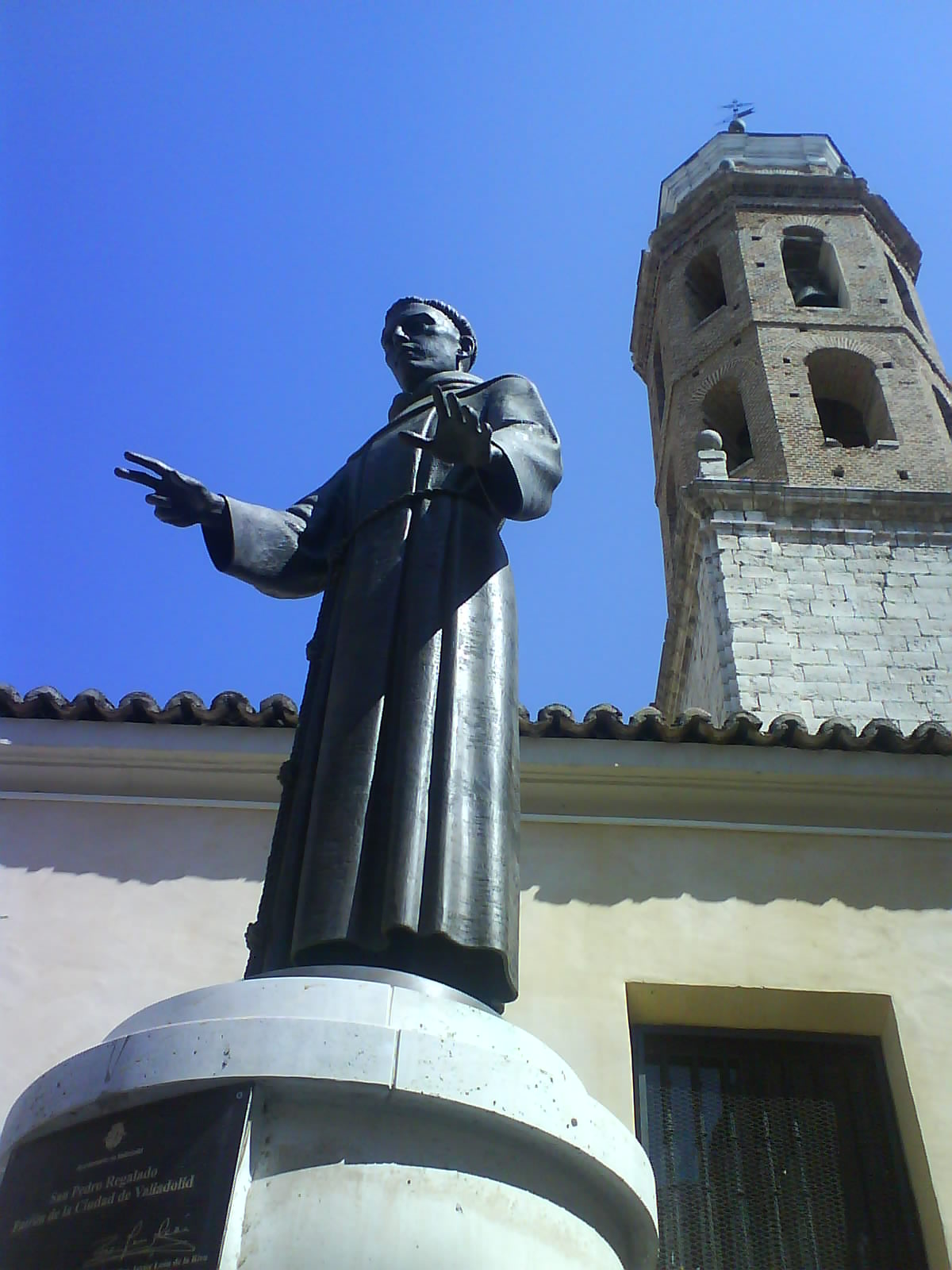
Estatua de San Pedro Regalado en la Plaza del Salvador de Valladolid, con la torre de la iglesia del Salvador al fondo.

La Cofradía de San Pedro Regalado y Nuestra Señora del Refugio es una asociación pública de fieles fundada y erigida en la entonces Diócesis de Valladolid por decreto del Excmo. y Rvdmo. Sr. Obispo en 1710 al amparo de lo establecido en las normas canónicas.

## Historia
En 1709 tuvo lugar un hecho clave: la realización de la capilla del Regalado en la parroquia del Salvador. Un “humilde hijo y parrochiano desta iglesia de San Salvador” ofreció hacer a su costa un San Pedro Regalado, altar y retablo, para colocarlo a la entrada de la capilla mayor, al lado del Evangelio. El cura y parroquianos aceptaron pero acordaron “se haga una capilla donde se coloque en sitio de otra que está totalmente arruinada, que se dezía ser del Ilmo. señor obispo de Soto”. Ese mismo año se concluían las obras y se colocaba la imagen. En 1749, se llegaba a una concordia entre el poseedor del mayorazgo fundado por don Diego de Soto y la cofradía de San Pedro Regalado, por la que cedía a ésta “todo el derecho y acción que como tal poseedor tenía a dicha capilla”.
En 1710, varios parroquianos del Salvador fundaban la cofradía, puesto que también en aquella iglesia había sido bautizado “nuestro Santo Glorioso e hijo de vecino San Pedro Regalado, donde ya tiene erigida capilla especial para su culto”. Según la regla primitiva, el número de congregantes no podía superar los treinta, todos hombres, parroquianos de dicha iglesia. Sus funciones eran entonces, además de la fiesta anual del Santo, la de Ánimas, en noviembre, con vísperas, vigilia, misa solemne y responso por las ánimas pobres del cementerio, así como otros sufragios por las mismas y el entierro de congregantes y sus mujeres.
En 1716 la cofradía se unió a la de Nuestra Señora del Refugio y Ánimas de los que Mueren sin Confesión. Pasaría a denominarse Cofradía de Nuestra Señora del Refugio, San Pedro Regalado, Ánimas de los que Mueren sin Confesión y Ánimas Pobres. En el retablo de la capilla habían de figurar las dos imágenes titulares.
Un hecho trascendental fue la canonización del Regalado. En 1747 tuvieron lugar “las fiestas del siglo”, por su magnificencia y la alegría desbordada que transmutó Valladolid durante dos semanas. A partir de 1748, la celebración se trasladó de la capilla a la iglesia, colocando su imagen en la capilla mayor. A principios del siglo XIX, se comenzó a celebrar el brillante novenario que concluye el 13 de mayo.
El estado precario al que llegó la cofradía a principios del siglo XX provocó el establecimiento de un nuevo reglamento, aprobado por el arzobispo en 1926, vigente hasta el presente, y que sustituía al anterior que “databa de hace treinta años y para eso basado en anteriores de sesenta o más años”. En 1928 acogió con entusiasmo la iniciativa del arzobispo Gandásegui de recuperar su procesión y que saldría el 13 de mayo del Salvador.
La Cofradía ha seguido siendo promotora y protagonista activa en todas aquellas iniciativas llevadas a cabo en Valladolid en torno al patrón hasta nuestros días. 

## Finalidad
La finalidad primaria de la Cofradía es potenciar el culto a San Pedro Regalado, patrón de ciudad y diócesis de Valladolid, especialmente el novenario y la fiesta del mismo, y desarrollar obras de piedad y caridad cristiana.

## Sede
La Cofradía tiene su sede canónica en la Iglesia del Salvador (Valladolid), en razón de encontrarse en ella la pila donde recibió las aguas bautismales San Pedro Regalado.

## Galería

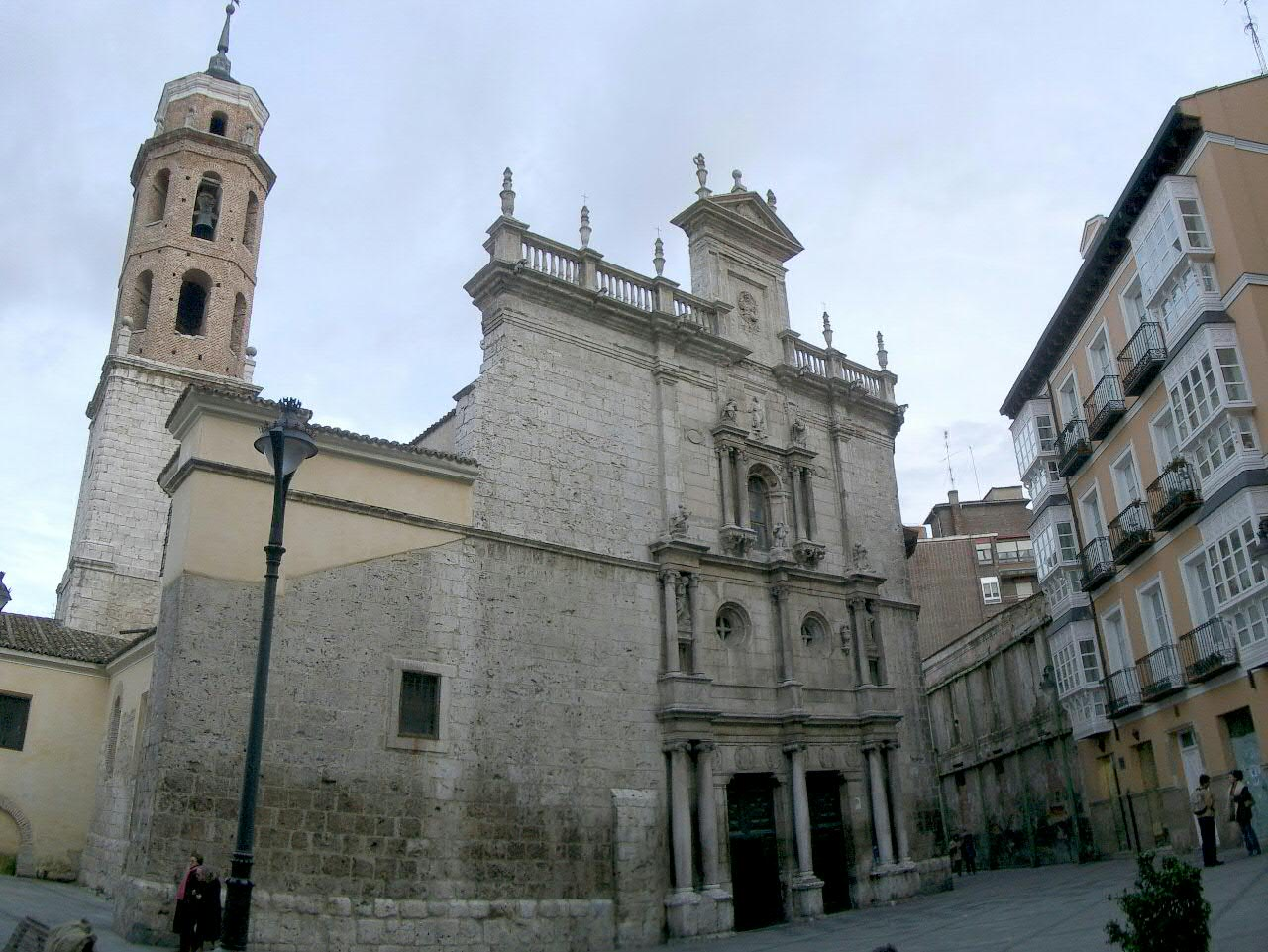
Iglesia del Salvador de Valladolid
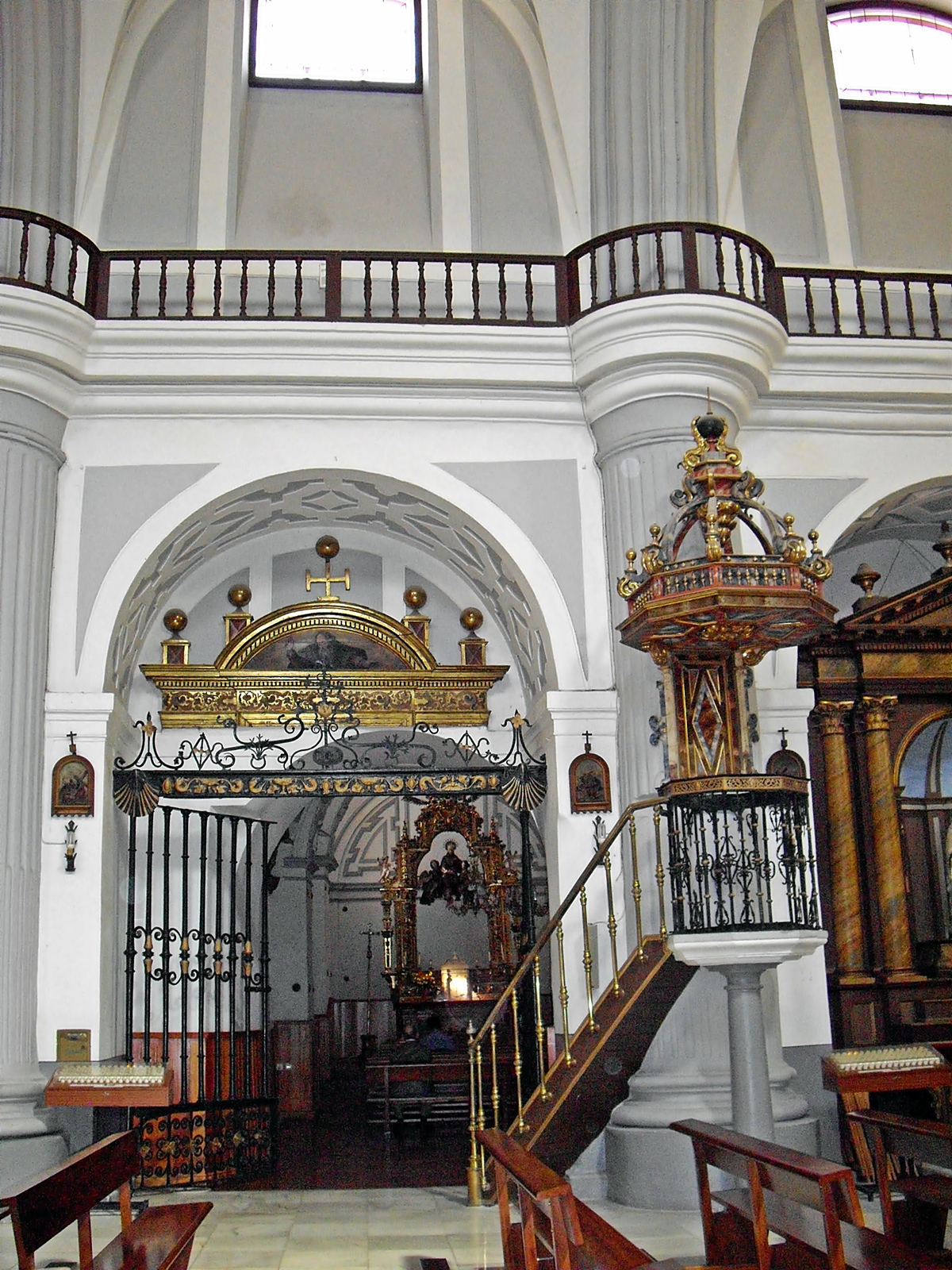
Capilla de San Pedro Regalado, en la iglesia del Salvador de Valladolid.
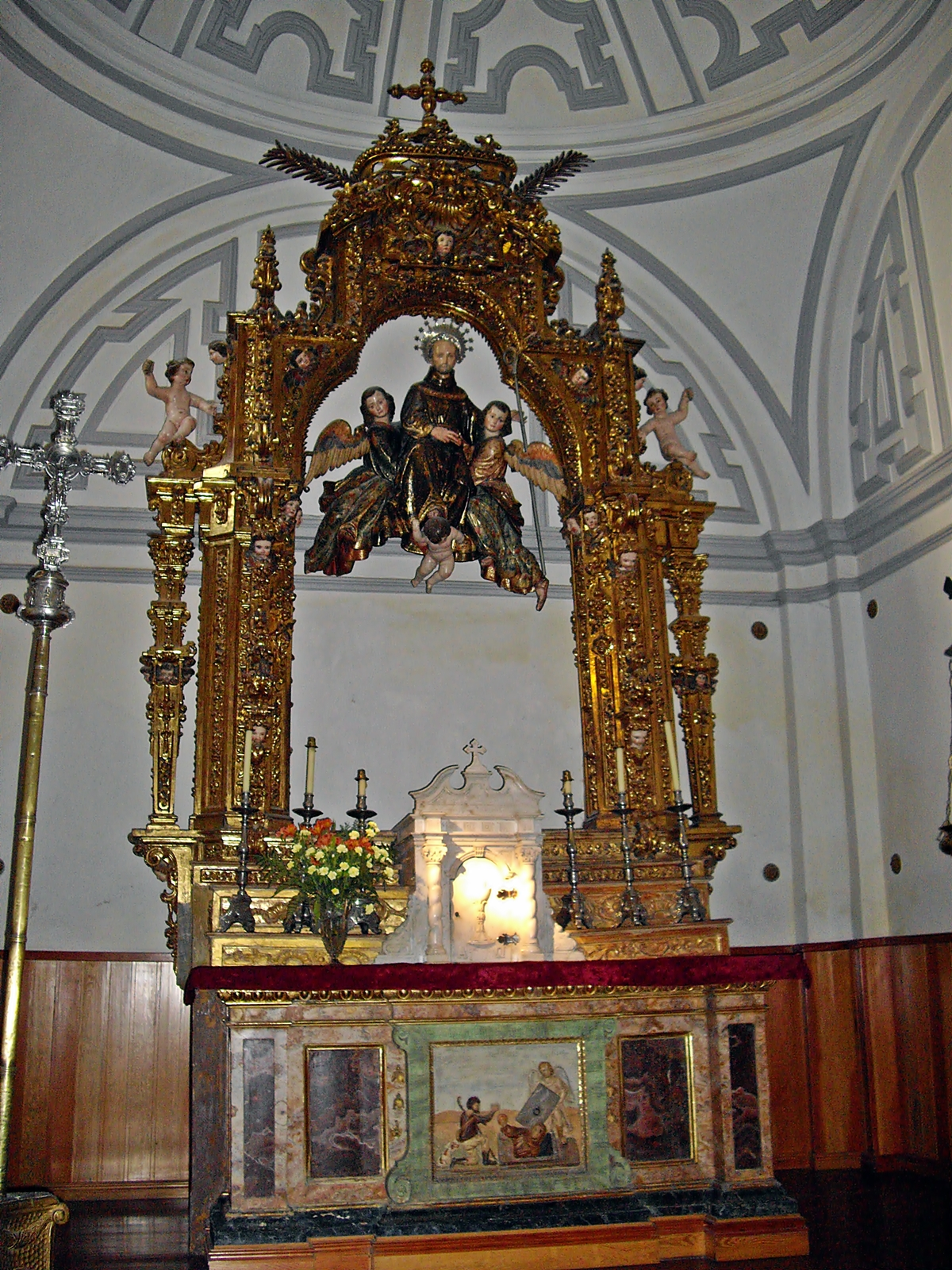
Retablo de Pedro de Ávila sobre el Milagro de la translación de San Pedro Regalado, en la iglesia del Salvador de Valladolid.
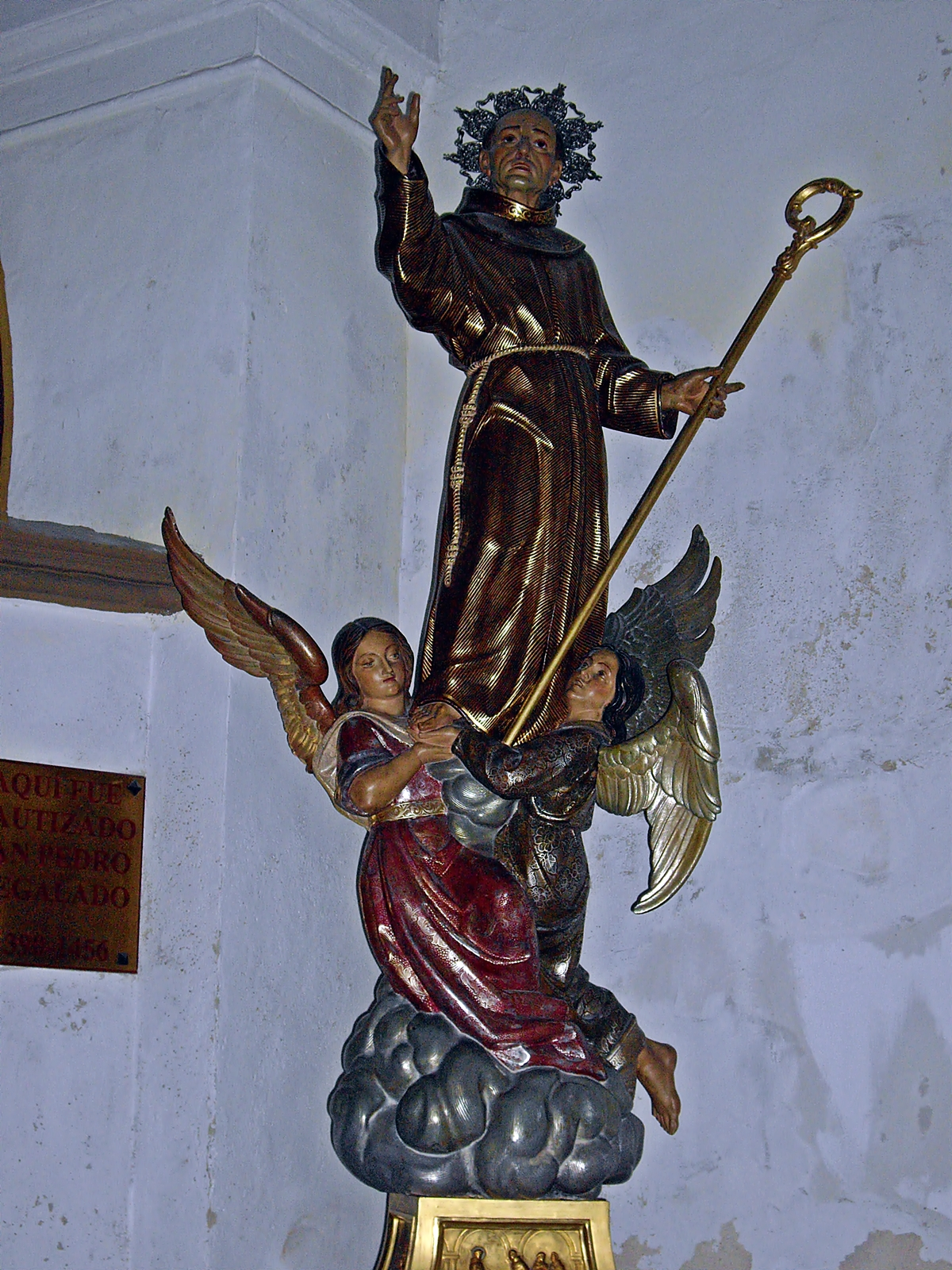
Figura de San Pedro Regalado, en la iglesia del Salvador de Valladolid.